# 菅沼定賞
菅沼 定賞（すがぬま さだよし）は、江戸時代前期から中期にかけての旗本。

## 経歴
菅沼定芳の五男として生まれる。寛永18年（1641年）10月3日、徳川家綱附属の小姓となる。寛永20年（1643年）3月26日、父の遺領から丹波国の1100石を分与される。正保4年（1647年）に兄・定昭が嗣子の無いまま亡くなって改易された後、慶安元年（1648年）閏1月20日に先祖の勲功から兄・定実と共に三河国で1万石を与えられ、定賞はそのうち設楽郡の3000石を分与され、それまでの所領は収公される。その後、中奥勤めとなり、慶安4年（1651年）8月16日に従五位下越中守に叙任される。後に職を辞して寄合に列する。明暦2年（1656年）、所領を設楽郡から八名郡に移される。元禄13年（1700年）1月12日、68歳で死去。

## 系譜
- 父：菅沼定芳
- 正室：内藤忠政の娘
- 長男：主税 - 早世
- 次男：小三郎 - 早世
- 三男：菅沼定辰
- 四男：彦千代
- 五男：岩鍋
- 六男：菅沼定富
- 長女：本多正方室
- 三女：木村元信室
- 九女：知久頼久室